# Beaconsfield
Beaconsfield este un oraș cu 12.081 locuitori situat în comitatul Buckinghamshire, regiunea South East, Anglia. Orașul se află în districtul South Bucks. 

## Personalități născute aici
- Terry Pratchett (1948 - 2015), scriitor.